# トクビレ
トクビレ（学名：Podothecus sachi）は、カサゴ目トクビレ科に属する魚類の一種。ハッカク（八角）のほか、サチなど多くの地方名をもつ。

## 名称
和名のトクビレ（特鰭）は、雄にみられる大きな背鰭と臀鰭から付けられた。北海道と関東ではハッカクといい、これは角張った体の断面を八角とみた。青森ではサチといい、学名のSachiはこれによる。他にヒグラン、フナカヘシ、ワカマツなどがある。北海道では雄をワカマツ、雌をマツヨ、あるいは雄をカクヨ、雌をソビヨと呼び分ける地域もある。

## 概要

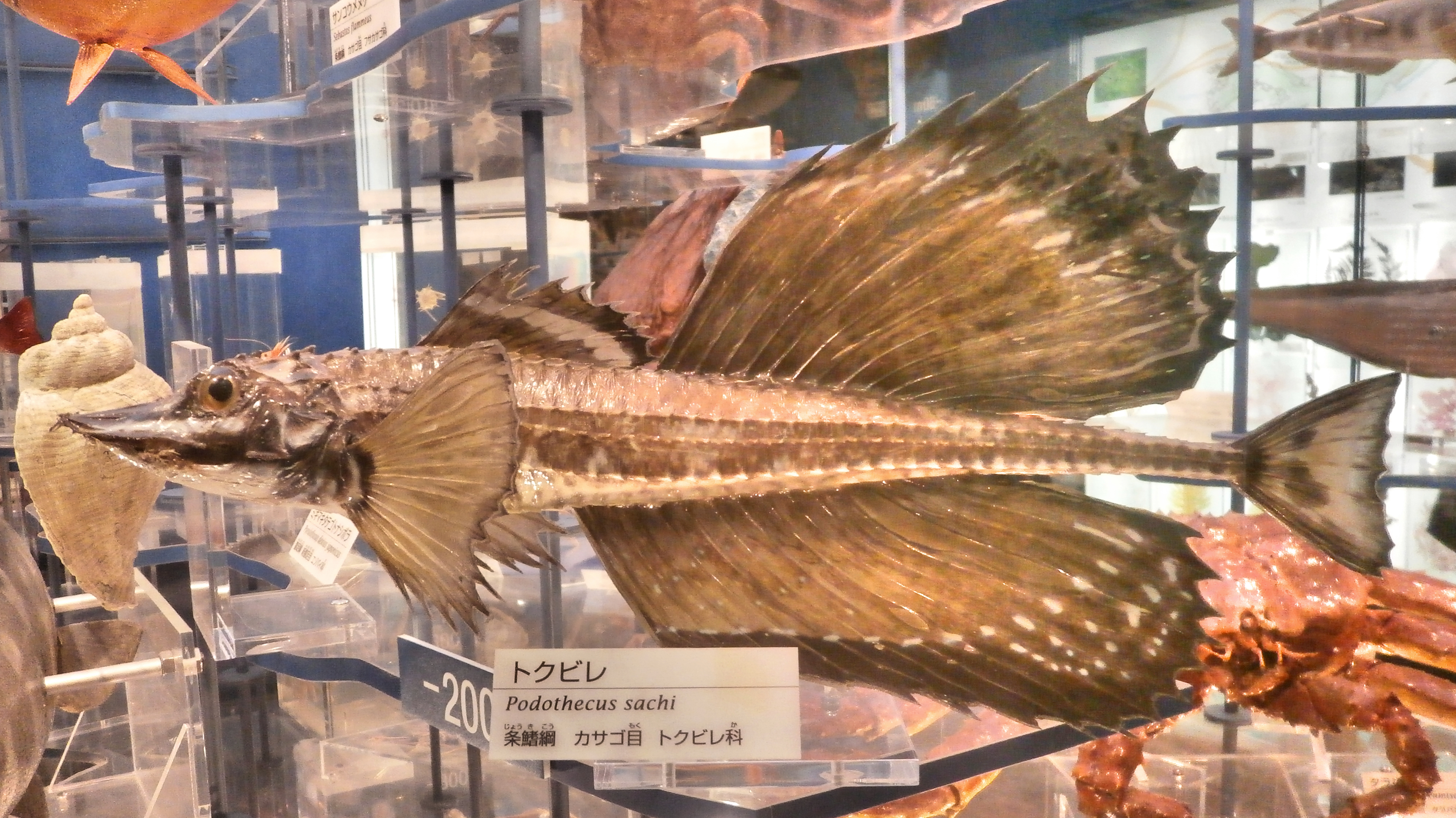
国立科学博物館の展示の剥製

トクビレは北日本・ピョートル大帝湾・朝鮮半島の東岸など、太平洋北西部を中心に分布する海水魚である。沿岸の浅い海で暮らす底生魚で、岩礁や砂泥に体を横たえ、甲殻類や多毛類を主に捕食する。
体は細長く角張っていて、頭が鼻先に向けて尖る。ホウボウの仲間と類似し、体長40-50cmほどにまで成長する。背鰭は8-10本の棘条と12-14本の軟条で構成される。鰭の形態に性的二形があり、雄の第2背鰭と臀鰭の軟条が異様に長く発達する。吻（口先）が長く突き出ており、腹側に10本以上の短い口ヒゲを有することが、近縁種との明瞭な鑑別点となる。
本種は味の良い白身魚で、日本では底引き網・定置網・刺網などで漁獲される。刺身・ 塩焼き・干物・軍艦焼き（腹に味噌を詰めて焼く郷土料理）など、さまざまな調理法が知られている。